# Fizogastria

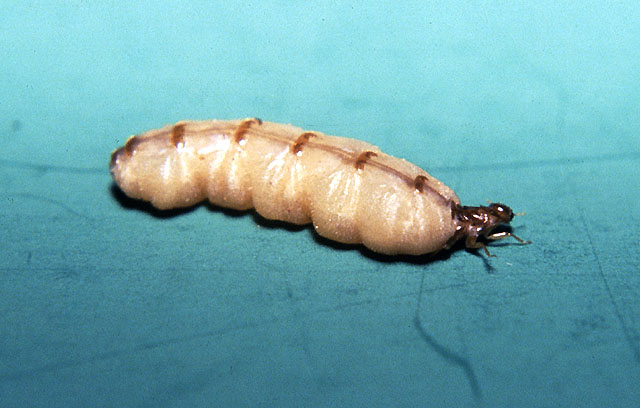
Fizogastryczna królowa tajwańskiego termita Coptotermes formosanus

Fizogastria – termin oznaczający w entomologii rozdęcie odwłoka, spowodowane przerostem ciał tłuszczowych i (lub) jajników owada. Przystosowanie to spotykane jest u królowych owadów społecznych, a także u myrmekofilnych i termitofilnych chrząszczy, m.in. kusakowatych (np. Paracorotoca akermani). Może też występować u muchówek (Termitoxenia heimi, Xanionotum hystrix). Fizogastria nie powinna być mylona ze skróceniem pokryw (ang. brachelytry), przy którym odwłok sprawia wrażenie rozdętego. Wybitnie fizogastryczny odwłok ma termitofilny kusak Coatonachthodes ovambolandicus, u którego odwłok jest dodatkowo wywinięty do góry i ma wypustki, upodabniające go do termita. U jaskiniowych chrząszczy, np. Leptodirus hochenwartii, w rozdętym odwłoku gromadzone są substancje odżywcze.